# Carlos Lannes
Carlos Lannes (* 22. Februar 1979 in Buenos Aires) ist ein ehemaliger argentinischer Skilangläufer.

## Werdegang
Lannes nahm von 2004 bis 2019 vorwiegend an FIS-Rennen teil. Bei den nordischen Skiweltmeisterschaften 2009 in Liberec belegte er den 111. Platz im Sprint. Bei den Olympischen Winterspielen 2010 in Vancouver erreichte er den 82. Platz über 15 km Freistil.  Seine beste Platzierung bei den nordischen Skiweltmeisterschaften 2011 in Oslo war der 92. Platz über 15 km klassisch. Bei den nordischen Skiweltmeisterschaften 2013 in Val di Fiemme erreichte er den 96. Platz im Sprint und  den 113. Platz über 15 km Freistil. Im Februar 2015 belegte er  bei den nordischen Skiweltmeisterschaften 2015 in Falun den 103. Platz im Sprint. 2014 und 2015 siegte er beim Ushuaia Loppet über 42 km Freistil. Im Februar 2017 kam er bei den nordischen Skiweltmeisterschaften 2017 in Lahti auf den 126. Platz im Sprint.